# Système Boehm réformé
Pour les articles homonymes, voir Boehm.
Cet article possède un paronyme, voir Système Boehm.
Dès 1895, le clarinettiste Ernst Schmidt travaille à l'amélioration de la clarinette avec le système de clétage Boehm, qui donnera place vers 1945 à la clarinette système Boehm réformé conçu en reprenant des travaux scientifiques et acoustiques et qui peut être équipée de rouleaux sur les palettes pour le petit doigt droit (do et mi bémol).
Depuis la fin des années 1940, des clarinettes et des clarinettes basses dérivées du système Boehm ont été fabriquées initialement et de façon confidentielle par le facteur Fritz Wurlitzer, père de Herbert Wurlitzer, installé à Erlbach (Vogtland / Saxe), avec une perce intérieure plus étroite (à faible conicité vers le pavillon), un clétage modifié et un bec de coupe allemande, elles se rapprochent beaucoup de l'idéal sonore allemand et sont commercialisées sous le nom de clarinettes système Boehm réformé (en allemand : Reform-Böhm-System).

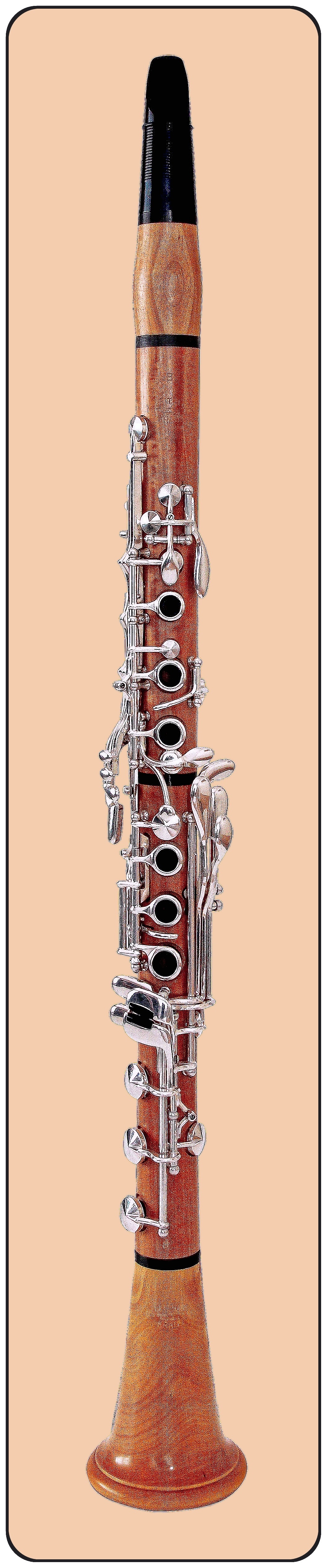
Clarinette en système Boehm réformé (avec 20 clés et 7 anneaux, fabriquée la première fois en 1949).

Bien qu'elle conserve le système de doigtés Boehm, sa sonorité correspond largement à celle de la clarinette historique d'Iwan Müller et de la clarinette Oehler selon ses promoteurs.
Aujourd'hui, les travaux sur le système Boehm, qui comprenait également des cors de basset et des clarinettes basses, ont un effet durable. Initialement proposées sous le nom de clarinettes Boehm de la réforme Schmidt en raison de l'impulsion d'Ernst 
Schmidt, elles sont également appelées, depuis les années 1950, clarinettes Boehm réformé Wurlitzer en raison des améliorations apportées par Fritz et Herbert Wurlitzer en collaboration avec des clarinettistes reconnus jouant le système Boehm.

## Utilisation
En 1949, un clarinettiste de l'Orchestre royal du Concertgebouw à Amsterdam  utilise le premier modèle de cette nouvelle clarinette. 
Ce système est principalement employé en Allemagne et aux Pays-Bas. Tout comme le système Oehler, il n'est pas distribué en France .
Sa complexité (20 clés, 7 anneaux) par rapport à une clarinette système Boehm ordinaire à 17 clés et 6 anneaux augmente son prix.
Le constructeur Yamaha l'a proposé à son catalogue pendant quelques années.

## Description
Selon les  marques et les  modèles, on trouve désormais les différences suivantes avec le système Boehm classique:
- 1. Ajout d'un anneau supplémentaire (sur le trou de tonalité pour le do du registre chalumeau) sur le corps supérieur, ce qui signifie que le si  aigu en haut du registre clairon peut également être joué en fourche. On trouve également cet anneau sur des clarinettes système Boehm particulières dites "Full Boehm"
- 2. Extension de la clé pour le sol  aigu afin qu'il puisse également être actionné avec l'index de la main droite.
- 3. Les deux clés supérieures de l'auriculaire de la main droite (pour le do et le mi  dans le bas du registre clairon) sont équipées de rouleaux à l'intérieur (comme sur les clarinettes Oehler).
- 4. La clé de registre a généralement la même forme que sur les clarinettes allemandes, c'est-à-dire que le trou d'harmonie correspondant ne se trouve pas sur la face inférieure de la clarinette mais sur le côté gauche, ce qui nécessite une clé de forme montante au lieu d'une clé droite ; celle-ci peut être combinée avec une clé supplémentaire à ouverture et fermeture automatique pour améliorer la sonorité du si  (si  clair) joué avec la clé de registre et généralement l'intonation des notes sur l'articulation supérieure.
- 5. En option: ajout d'un trou d'amélioration des notes mi et fa graves.